# مؤشر هورويتز
مؤشر هورويتز (ويُعرف أيضا بمعادلة هورويتز، نسبة الضغط/الجزئي) هو مؤشر يُستخدم في تقييم وظائف الرئة، وتحديدا أثناء التهوية الميكانيكية، وهو مؤشر مفيدة في تقييم مدى الضرر الحادث في الرئتين،
يُعرف مؤشر هورويتز بأنه نسبة الضغط الجزئي للأكسجين بالنسبة إلى الأكسجين الجزئي الموجود في الهواء المستنشق.
يعتمد مؤشر هورويتز في الرئة السليمة على عمر الشخص، وتقع قيمته عادة بين 350 و 450، وتُعتبر القيمة الأقل من 300 دليلا على الإصابة الخفيفة للرئة، بينما تدل القيمة 200 على إصابة متوسطة بالرئة، فيما تدل القيمة الأقل من 100 على الإصابة الشديدة (وتُعرف أيضا باسم متلازمة الضائقة التنفسية الحادة).
يلعب مؤشر هورويتز دورا رئيسيا في تشخيص متلازمة الضائقة التنفسية الحادة، ويُمكن تقسيمها في الحدة إلى ثلاث درجات، وفقا برلين التعريف.